# ارمینیا ۷۰۵

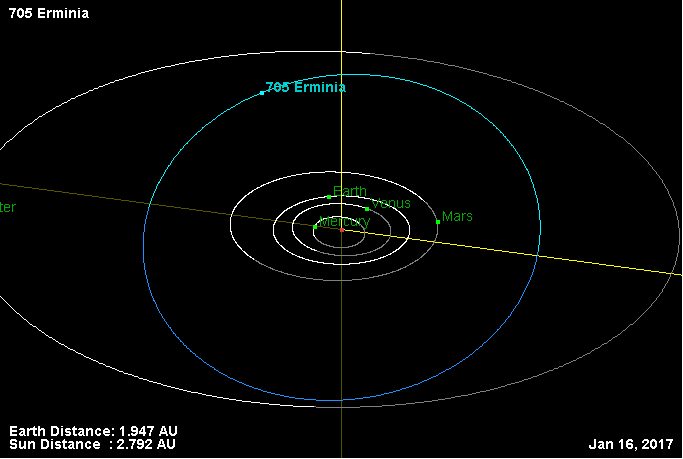
نمایی از محل قرارگیری سیارک ارمینیا ۷۰۵ در مدار – ۲۰۱۷

سیارک ۷۰۵ (به انگلیسی: 705 Erminia، نامگذاری:1910KV) هفتصد و پنجمین سیارک کشف شده‌است که در ۶ اکتبر ۱۹۱۰ و در هایدلبرگ کشف شد.
قدر مطلق سیارک برابر ۸٫۳۹ است.